# Mars Island
Mars Island är en ö i Antarktis. Den ligger i havet utanför Östantarktis. Australien gör anspråk på området. Mars Island ligger i sjön Vetvistoe.